# Miroslav Rutte
Miroslav Rutte (10. července 1889, Praha – 24. listopadu 1954, Praha) byl český literární a divadelní kritik, esejista a publicista, dramatik, prozaik a básník, filmový estetik, autor filmových scénářů.

## Život
Narodil se v Praze v rodině c.k. notáře, spisovatele a hudebního skladatele Eugena Miroslava Rutteho. Studoval na gymnáziu v Žitné ulici a v letech 1908–1914 na Filozofické fakultě Univerzity Karlovy v Praze. Po ukončení studia se posléze ujal jako sedmý v řadě divadelních referentů divadelní rubriky Národních listů a to po odchodu Otokara Fischera. Svůj první referát zde uveřejnil 5. ledna 1923. V Národních listech působil nepřetržitě až do válečných let .
Zemřel roku 1954 a byl pohřben na Olšanských hřbitovech.

## Ocenění
- 1940 Národní cena (za knihu esejí Mohyly s vavřínem) [4]

## Spisy (výběr)
- Tvář pod maskou: essaye o divadle, Praha: Aventinum, 1926
- Doba a hlasy: essaye, Turnov: Müller a spol., 1929
- Viktor Dyk: portrét básníka, Praha: František Topič, 1931
- K. H. Hilar: Čtvrt století české činohry, spoluautoři: Jan Sajíc, Frank Tetauer, František Götz, Edmond Konrád, Vlastislav Hofman a Jiří Frejka, Praha: Čs. Dramatický svaz a Družstevní práce, 1936
- Bojovník o zítřek: F. X. Šalda, Praha: Společnost F. X. Šaldy, 1993

### Poezie
- Měsíčná noc, Praha: Otakar Štorch-Marien, 1927

### Dramata
- Zamilovaní přátelé: lyrická komedie o třech dějstvích s předehrou a dohrou podle Marivauxovy veselohry "Druhé překvapení lásky", Praha: A. Neubert, 1936
- Román, jejž jsme zapomněli: hra o jednom dějství, Praha: A. Neubert, 1941